# Mikroregion Baía da Ilha Grande

Mikroregion Baía da Ilha Grande

Mikroregion Baía da Ilha Grande – mikroregion w brazylijskim stanie Rio de Janeiro należący do mezoregionu Sul Fluminense. Ma powierzchnię 1.747,0 km².

## Gminy
- Angra dos Reis
- Paraty